# Питерсбург пописна област (Аљаска)
Питерсбург пописна област (енгл. Petersburg Census Area) насељено је место без административног статуса у америчкој савезној држави Аљаска.

## Демографија
По попису из 2010. године број становника је 3.815.
| Група             | 2000.    | 2010.         |
| Белци             | 0 (0,0%) | 2.649 (69,4%) |
| Афроамериканци    | 0 (0,0%) | 15 (0,4%)     |
| Азијати           | 0 (0,0%) | 100 (2,6%)    |
| Хиспаноамериканци | 0 (0,0%) | 130 (3,4%)    |
| Укупно            | 0        | 3.815         |